# Sintové
Sintové (v jiných jazycích Sinti, Sinta nebo Sinte – mužské jednotné číslo Sinto; ženské jednotné číslo Sintisa) je romská populace ve střední Evropě. Podle jiných zdrojů se jedná o německé Romy žijící v západoevropském prostoru. Tradičně to byli kočovníci, dnes jen malé procento zůstává neusídleno. Dříve často žili na okrajích komunit.
Sintové mluví varietou romštiny zvanou Sinti-Manouche, která je silně ovlivněna němčinou.
Původ názvu „Sinti/Sinte“ je nejistý. Často se odvozuje z názvu Sindhů z Jižní Asie. Sindh, historický region na indickém subkontinentu a dnes provincie Pákistánu, v 11. století opakovaně napadl Mahmúd z Ghazny a způsobil migraci místních obyvatel. Názor o tom, že „Sinti“ pochází ze slova „Sindhi“, je populární i mezi samotnými Sinty. Podle jiných teorií se tento název začal v Evropě používat v 18. století a je pravděpodobně slovem přejatým.